# Мінерал (Вірджинія)
Мінерал (англ. Mineral) — місто (англ. town) в США, в окрузі Луїза штату Вірджинія. Населення — 470 осіб (2020).

## Географія
Мінерал розташований за координатами 38°0′27″ пн. ш. 77°54′22″ зх. д. / 38.00750° пн. ш. 77.90611° зх. д. (38.007584, -77.906236).  За даними Бюро перепису населення США в 2010 році місто мало площу 2,31 км², з яких 2,30 км² — суходіл та 0,01 км² — водойми.

## Демографія
Згідно з переписом 2010 року, у місті мешкало 467 осіб у 173 домогосподарствах у складі 119 родин. Густота населення становила 202 особи/км².  Було 204 помешкання (88/км²).
Расовий склад населення:
| - 87,6 % — білих - 8,4 % — чорних або афроамериканців - 1,3 % — корінних американців - 0,2 % — азіатів - 1,3 % — осіб інших рас |

До двох чи більше рас належало 1,3 %. Частка іспаномовних становила 6,2 % від усіх жителів.
За віковим діапазоном населення розподілялося таким чином: 25,3 % — особи молодші 18 років, 64,4 % — особи у віці 18—64 років, 10,3 % — особи у віці 65 років та старші. Медіана віку мешканця становила 35,4 року. На 100 осіб жіночої статі у місті припадало 97,9 чоловіків;  на 100 жінок у віці від 18 років та старших — 92,8 чоловіків також старших 18 років.
Середній дохід на одне домашнє господарство  становив 63 292 долари США (медіана — 55 500), а середній дохід на одну сім'ю — 65 874 долари (медіана — 56 875). За межею бідності перебувало 10,5 % осіб, у тому числі 3,6 % дітей у віці до 18 років та 9,4 % осіб у віці 65 років та старших.
Цивільне працевлаштоване населення становило 288 осіб. Основні галузі зайнятості: будівництво — 30,9 %, роздрібна торгівля — 18,4 %, освіта, охорона здоров'я та соціальна допомога — 16,7 %.